# Franz Xaver Fieber
Franz Xaver Fieber, född den 1 mars 1807 i Prag, död den 22 februari 1872 i Chrudim, var en tysk botaniker och entomolog som främst arbetade med insektsvingar.
Fieber var ledamot av Vetenskapsakademien Leopoldina och författare till Synopsis der europäischen Orthopteren (1854), Die europäischen Hemiptera (1860) samt ett flertal andra publikationer om insekter.
Auktorsnamnet Fieber kan användas för Franz Xaver Fieber i samband med ett vetenskapligt namn inom zoologin; se Wikipedia-artiklar som länkar till auktorsnamnet.